# Jérémie Makiese
Jérémie Makiese (Anversa, 15 giugno 2000) è un cantante belga.
Ha rappresentato il Belgio all'Eurovision Song Contest 2022 con il brano Miss You.

## Biografia
Nato ad Anversa da genitori immigrati dalla Repubblica Democratica del Congo, la sua famiglia si è trasferita prima a Berchem-Sainte-Agathe, nella Vallonia, e poi a Dilbeek, nelle Fiandre, crescendo bilingue francese e olandese. Si è infine stabilito a Uccle.
Pur da sempre appassionato di musica (avendo per idoli Otis Redding, Michael Jackson e Stromae), Jérémie Makiese inizialmente ha praticato il calcio; all'età di 13 anni ha esordito come portiere nel BX Brussels, per poi firmare nel settembre 2021 un contratto per un anno con il Royal Excelsior Virton, dopo aver giocato precedentemente nel Royal Wallonia Walhain.
È salito alla ribalta sul finire del 2020, quando ha preso parte alla nona edizione di The Voice Belgique su La Une. La sua esibizione di Jealous di Labrinth presentata all'audizione gli ha fruttato l'approvazione di tutti e quattro i giudici, ed è entrato nel team di Beverly Jo Scott. Ha raggiunto la finale del programma, dove ha riproposto la sua interpretazione di Jealous, venendo proclamato vincitore dal televoto.
Il 15 settembre 2021 l'emittente radiotelevisiva vallone RTBF l'ha selezionato internamente come rappresentante belga per l'Eurovision Song Contest 2022, a Torino. Il suo brano eurovisivo, Miss You, è stato pubblicato il 10 marzo 2022. Nel maggio successivo, dopo essersi qualificato dalla seconda semifinale, Jérémie Makiese si è esibito nella finale eurovisiva, dove si è piazzato al 19º posto su 25 partecipanti con 64 punti totalizzati.

## Discografia

### Singoli
- 2022 – Miss You
- 2023 – Oasis
- 2024 – Saint-Honoré